# Marehalli, Malavalli
Marehalli là một làng thuộc tehsil Malavalli, huyện Mandya, bang Karnataka, Ấn Độ.